# 雷赫蒂
雷赫蒂（Rehti），是印度中央邦Sehore县的一个城镇。总人口9741（2001年）。

## 人口
该地2001年总人口9741人，其中男性5114人，女性4627人；0—6岁人口1521人，其中男822人，女699人；识字率63.30%，其中男性为72.29%，女性为53.36%。